# Columnea bilabiata
Columnea bilabiata là một loài thực vật có hoa trong họ Tai voi. Loài này được Seem. mô tả khoa học đầu tiên năm 1854.